# Amphithopsis longicaudata
Amphithopsis longicaudata är en kräftdjursart som beskrevs av Boeck 1861. Amphithopsis longicaudata ingår i släktet Amphithopsis och familjen Calliopiidae. Inga underarter finns listade i Catalogue of Life.